# エル・サターン・レコード
エル・サターン・レコード (El Saturn Records) は、1957年にオルトン・エイブラハムが創設したアメリカ合衆国のレコードレーベル。アフリカ系アメリカ人が所有するレコードレーベルとしては最も初期のもののひとつであり、1950年代後半から1960年代にかけては、アメリカ合衆国において最も活動的なアーティストが所有するレコードレーベルのひとつであった。このレーベルからのリリースとして最も広く知られているのは、サン・ラと彼のグループによる一連のアルバムである。このためエル・サターンは、サン・ラの自主制作レーベルと見なされることもある。また、エル・サターンからリリースされたサン・ラのアルバムは、そのアートワークでも注目を集めた。
現在、このレーベルは、ジェイムズ・スタッブス＝エイブラハム (James Stubbs-Abraham) とオルトン・スタッブス (Alton Stubbs) が所有している。エル・サターンは、新たな録音により、ヒップホップやラップを含む様々なジャンルを扱っている。また、エル・サターンのサブレーベルであるアフタースクール・サウンド・レコードを通して、オルタナティヴ・ロックのアーティストたちも加わっている。